# Mordechai Jaffé
Mordechai Jaffé, bürgerlich Markus Lazarus Jaffé (geboren am 4. August 1740 in Berlin; gestorben am 7. November 1813 in Schwerin, Mecklenburg-Schwerin) war ein deutscher Rabbiner.

## Leben
Mordechai Jaffé war der Sohn des Rabbiners Elieser Lazarus Nehemias Jaffé, eines direkten Nachfahrens von Mordechai Jaffe. Mordechais Vater starb schon 1746. Er wuchs in Berlin bei seinem Stiefvater Simon Salomon (später Simon Hildesheim) auf. 1754 ging er zur Jeschiwa in Lissa. Dort erhielt er auch die Semicha. In Lissa lernte er seine erste Frau, Golda Segal, Tochter des Vorstehers der jüdischen Gemeinde Eisick Segal, kennen.
1770 wurde er zum Dajan in Schwerin gewählt. Er nahm auch Amtshandlungen in den übrigen mecklenburgischen jüdischen Gemeinden vor. Die landesherrliche Anerkennung als Landesrabbiner wurde ihm jedoch zunächst verweigert. 1775 wurde er Rabbiner (Oberrabbiner?) in Schwerin. Er war in viele Streitigkeiten und Prozesse mit seiner Gemeinde verstrickt, die erst am 19. September 1802 mit einer Vereinbarung über seine Rechte und Pflichten beendet wurden. Diese Vereinbarung wurde auch staatlich bestätigt.
1800 starb seine Frau Golda. Etwa 1802 heiratete er seine zweite Frau Rachel Bolisch aus Prenzlau. Möglicherweise heiratete er später ein drittes Mal. Aus seinen Ehen sollen zehn bis zwölf Kinder hervorgegangen sein. Jaffés Sohn, Esaias Marcus Jaffé, war ebenfalls Rabbiner, konnte sich jedoch nicht als Nachfolger seines Vaters durchsetzen. Nachfolger wurde Josua (Falk) Albu.

## Veröffentlichungen
- Halachische Korrespondenz mit Gabriel Kohn in dessen Tešūvōth Gavrē, Frankfurt/Oder 1826, Nr. 2, S. 23 (hier Gaon genannt).